# Gianangelo Croci
Gianangelo Croci   (16 de març de 1956), conegut també com a Giangelo Croci, és un antic pilot d'enduro italià de renom internacional durant les dècades del 1970 i 1980. Especialista en grans cilindrades, va ser dues vegades campió d'Europa (una en 500cc i l'altra en superiors a 500cc 4T). També va guanyar vuit campionats d'Itàlia i va formar part de l'equip italià que va guanyar el Trofeu als Sis Dies Internacionals d'Enduro en quatre edicions.
Un cop retirat de les competicions, Croci esdevingué director de la selecció estatal italiana per als Sis Dies, coneguda com a la Fiamme Oro, un càrrec que ocupà del 1999 al 2010. Ha desenvolupat també diversos càrrecs directius a la federació italiana de motociclisme, la FMI, i n'ha estat el delegat territorial a Varese, on resideix.

## Palmarès
- 2 Campionats d'Europa:
  - 1 de 500cc (1978, amb KTM)
  - 1 de superiors a 500cc 4T (1987, amb KTM)
- 4 Victòries al Trofeu dels ISDE (1979-1981 i 1986)
- 8 Campionats d'Itàlia (1977-1999)